# Arnsdorf
Arnsdorf è un comune di 5 047 abitanti della Sassonia, in Germania.

Appartiene al circondario (Landkreis) di Bautzen (targa BZ).